# Озёрное (Ставропольский край)
Озёрное — село в Степновском районе (муниципальном округе) Ставропольского края России.
До 16 марта 2020 года входило в состав муниципального образования «Сельское поселение Верхнестепновский сельсовет».

## География
Расстояние до краевого центра: 214 км.
Расстояние до районного центра: 28 км.

## История
Лютеранское село Фриденфельд (нем. Friedenfeld) основано в 1906 году в 50 км к северо-западу от города Моздока. Относилось к лютеранскому приходу города Пятигорска. Земли 2000 десятин. До 1917 года входило в состав Эйгенгеймской волости Моздокского округа Терской области; в сов. период — в состав Советского/Степновского (Соломенского)/Прохладненского района Орджоникидзевского края.

## Население
| 1926 | 1989 | 2002 | 2010 | 2014 |
| ---- | ---- | ---- | ---- | ---- |
| 265  | ↘244 | ↗335 | ↗374 | ↗400 |

Национальный состав
По переписи 1926 года, все жители — немцы.
По данным переписи 2002 года, 92 % населения — русские.

## Образование
- Основная общеобразовательная школа № 9[10]

## Кладбище
- Общественное открытое кладбище. Находится примерно в 12 км по направлению на юго-запад от дома № 7 по улице Советской. Площадь участка 2051 м²[11].